# Elizabeth Hamilton, 1:a baronessa Hamilton av Hameldon

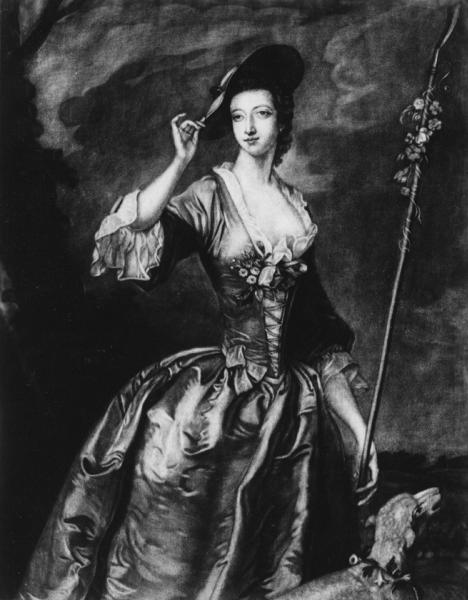
Elizabeth Hamilton

Elizabeth Hamilton, 1st Baroness Hamilton of Hameldon, född Gunning 1733, död 1790, var en brittisk hovfunktionär.  Hon var Lady of the Bedchamber hos Charlotte av Mecklenburg-Strelitz mellan 1761 och 1784. Hon beskrivs som en av Charlottes närmaste vänner och favoriter bland hovdamerna. 

## Biografi
Elizabeth Gunning var dotter till överste John Gunning av Castlecoote och Bridget Bourke. Familjen bosatte sig 1740 på Irland, och fadern avled året därpå. På grund av ekonomiska problem blev Elizabeth  och hennes syster Maria övertalade av modern att arbeta som skådespelerskor, trots att detta yrke inte var accepterat för kvinnor ur adeln på denna tid.  De skall ha varit aktiva på olika teatrar i Dublin.
I oktober 1748 blev de presenterade för Irlands generalguvernör, William Stanhope, 1:e earl av Harrington, på en bal på slottet i Dublin. De hade varit tvungna att låna kläder av teatern för att kunna närvara. Deras mor övertalade Harrington att ge dem ett underhåll, något som gjorde det möjligt för dem att återvända till hemmet i England och delta i det lokala societetslivet. Sedan de hade gjort sig kända för sin skönhet, blev de presenterade vid hovet i London 1750.
Elizabeth Gunning gifte sig 1752 med hertigen av Hamilton. Hon blev änka 1758 och gifte 1759 om sig med John Campbell, 5:e hertig av Argyll. Hon utnämndes 1761 till hovdam hos drottningen och nämns sedan ofta i samtida anteckningar från hovlivet.